# 北茨城市民病院
北茨城市民病院（きたいばらきしみんびょういん）は茨城県北茨城市関南町にある医療機関である。

## 沿革
北茨城市民病院の前身は1946年（昭和21年）に多賀郡大津町によって設立された大津町立病院である。設立当初は大津漁業協同組合の敷地内に設置された小さな病院であり、医師不足や財政難から何度も閉鎖の危機に見舞われた。1956年（昭和31年）3月31日に周辺6町村の合併により北茨城市が誕生すると2年後の1958年（昭和33年）に北茨城市立病院に改称、翌1959年（昭和34年）1月27日に大津町北町に木造の病院を新築し移転した。
その後患者の増加に伴って地上4階、地下1階建ての新病院を建設、2度の大規模な増築を経て茨城県北部の地域医療を担う総合病院となり、1987年（昭和62年）5月には名称を北茨城市立総合病院に改める。1976年（昭和51年）に増築された第1号棟は茨城県初のリハビリテーション施設を備えた病棟であった。
2011年（平成23年）3月11日に発生した東日本大震災では1階ロビー天井の落下や玄関の地盤沈下などの被害を受け、診療科目や病床を減らしての業務を余儀なくされた。そのため閉校となった茨城県立北茨城高等学校の跡地を活用して新病院の建設が始まり、2014年（平成26年）11月4日、名称を現在の北茨城市民病院に改めるとともに新病院での診療が開始された。なお、当病院の開院に合わせて津波などの災害時における緊急輸送路を担う茨城県道155号里根神岡上線のバイパスも建設された。

### 年表
- 1946年（昭和21年） - 大津漁業協同組合の敷地内に大津町立病院が設置される[7]。
- 1958年（昭和33年） - 市制施行により、北茨城市立病院と改称。木造平屋54床にて、内科、外科、整形外科、産婦人科の4診療を開設。
- 1959年（昭和34年）1月27日 - 大津町北町（現在の大津町）に新築移転する[8]。
- 1972年（昭和47年） - 患者増加に伴い、鉄筋コンクリート造4階建110床に改築[8][9]。
- 1976年（昭和51年） - リハビリ施設を備えた特別病棟を増築。新館1号棟増築。病床数を161床に増床[9]。
- 1977年（昭和52年） - 告示により、救急指定病院に指定[9]。
- 1984年（昭和59年） - 新館2号棟増築。病床数を210床に増床[9]。
- 1987年（昭和62年） - 待合室を拡張[9]。
- 1987年（昭和62年）5月 - 北茨城市立総合病院と改称[9]。
- 1988年（昭和63年） - 僻（へき）地中核病院に指定[9]。
- 1989年（平成元年） - 巡回診察車による診察を開始[9]。
- 1996年（平成8年） - 駐車台数360台の駐車場を整備[9]。
- 1998年（平成10年） - 小児科、泌尿器科、眼科、耳鼻咽喉科、皮膚科で院外処方を開始[9]。
- 2002年（平成14年） - 日立総合病院とともに小児救急医療番制を開始（現在休止中）。オーダーリングシステムを開始[9]。
- 2009年（平成21年） - DPC対象病院となる[9]。
- 2010年（平成22年） - 病床数を199床に変更[9]。
- 2013年（平成25年） - 現在の新病院建設工事（新築）を着工[9]
- 2014年（平成26年）11月 - 現在地（関南町関本下1050）へと移転、新病院にて開院。病床数を183床（一般病床137床、療養病床46床を新設）とし、北茨城市民病院に改称[9]。
- 2016年（平成28年） - DPC対象病院に指定[9]。
- 2018年（平成30年） - 訪問介護ステーションを開設[9]。

## 診療科
出典
- 内科
- 消化器内科
- 循環器内科
- 外科
- 消化器外科
- 脳神経外科
- 整形外科
- 小児科
- 皮膚科
- 泌尿器科
- 産婦人科
- 眼科
- 耳鼻咽喉科
- 放射線科
- 歯科口腔外科

## 医療機関の指定
出典
| 保険医療機関                         | へき地医療拠点病院               |
| 救急告示病院                         | 労災保険指定医療機               |
| 生活保護法指定医療機                 | 難病指定医療機                   |
| 小児慢性特定疾病指定医療機           | 肝疾患専門医療機                 |
| 被爆者一般疾病医療機                 | 結核指定医療機                   |
| 自立支援（精神通院医療）指定医療機   | 健診登録精密検査医療機           |
| 子宮頸がん検診登録精密検査実施医療機 | 子宮頸がん検診登録検診医療機     |
| 胃がん検診登録精密検査実施医療機     | 乳がん検診登録検診医療機         |
| 大腸がん検診登録精密検査実施医療機   | 協力型臨床研修指定病院           |
| 二次救急輪番制当番病院               | 茨城県指定地域リハ・ステーション |
| DPC対象病院                          |                                  |

## 学会等認定施設
出典
| 総合診療専門研修プログラム基幹施設                                       | 内科専門研修プログラム連携施設（基幹施設：茨城県立中央病院、筑波大学、東京医科大学茨城医療センター） |
| 新・家庭医療専門研修プログラム研修施設（基幹施設：筑波大学）             | 日本消化器内視鏡学会指導施設                                                                         |
| 日本循環器学会循環器専門医研修関連施設（基幹施設：いわき市医療センター） | NCD参加施設                                                                                          |
| 日本外科学会外科専門医関連修練施設                                       | 外科専門研修プログラム連携施設（基幹施設：茨城県立中央病院、筑波大学、筑波記念病院）                 |
| 公益社団法人日本口腔外科学会認定「准研修施設」                           | 一般社団法人日本口腔ケア学会「口腔ケア認定施設」                                                     |